# إيدوين فان بويرين
إيدوين فان بويرين (بالهولندية: Edwin van Bueren)‏ (4 أبريل 1980 بسخيدام في هولندا - ) هو لاعب كرة قدم هولندي في مركز الوسط. لعب مع سبارتا روتردام.